# Ismael Rodríguez Ruelas
Ismael Rodríguez Ruelas (Mèxic, 19 d'octubre de 1917-ibíd., 7 d'agost de 2004) va ser un director de cinema i actor ocasional mexicà.
Va dirigir a diversos actors, inclosos Pedro Infante, Dolores del Río, María Félix, John Carradine, Basil Rathbone i fins i tot Toshirō Mifune, l'actor favorit del director japonès Akira Kurosawa, com un indígena mexicà en la pel·lícula Ánimas Trujano (1961). Aquesta pel·lícula va ser nominada a l'Oscar com Millor pel·lícula estrangera.
La seva pel·lícula internacional de més renom és Tizoc: Amor indio, que va ser l'última en la qual va dirigir a Pedro Infante, coprotagonitzada amb María Félix. Per aquest paper, Pedro Infante va guanyar l'Os de Plata en el Festival Internacional de Cinema de Berlín. premi que no va poder rebre perquè ja havia mort.
Va morir el 7 d'agost de 2004 als 87 anys, i li va sobreviure el seu fill Ismael Rodríguez.

## Filmografia
| Pel·lícula                                                  | Any  | Rol                                                                       |
| ----------------------------------------------------------- | ---- | ------------------------------------------------------------------------- |
| Santa                                                       | 1931 | extra                                                                     |
| La Llorona                                                  | 1933 | assistent de producció (sense crèdit)                                     |
| El tigre de Yautepec                                        | 1933 | ajudant de so                                                             |
| Chucho el Roto                                              | 1934 | pissarrista, microfonista, recordista i enginyer de so (sense crèdit)     |
| Payasadas de la vida                                        | 1934 | actor                                                                     |
| Todo un hombre                                              | 1935 | actor                                                                     |
| Rosario                                                     | 1935 | actor                                                                     |
| Los chicos de la prensa                                     | 1936 | actor                                                                     |
| No te engañes, corazón                                      | 1936 | actor                                                                     |
| Viviré otra vez                                             | 1939 | guionista (adaptació) i sonidista                                         |
| El jefe máximo                                              | 1940 | sonidista                                                                 |
| Al son de la marimba                                        | 1940 | sonidista                                                                 |
| El secreto del sacerdote                                    | 1940 | guionista (adaptació)                                                     |
| Cantinflas en los censos                                    | 1940 | sonidista (curtmetratge publicitari)                                      |
| El hijo de Cruz Diablo                                      | 1941 | sonidista                                                                 |
| ¡Ay Jalisco, no te rajes!                                   | 1941 | guionista i assistent de direcció                                         |
| Mil estudiantes y una muchacha                              | 1941 | sonidista                                                                 |
| La isla de la Pasión (Clipperton)                           | 1941 | sonidista                                                                 |
| Las cinco noches de Adán                                    | 1942 | sonidista                                                                 |
| Cuando viajan las estrellas                                 | 1942 | sonidista                                                                 |
| ¡Qué lindo es Michoacán! (El paraíso de México)             | 1942 | director i productor                                                      |
| Mexicanos al grito de guerra. (Historia del Himno Nacional) | 1943 | codirector                                                                |
| ¡Viva mi desgracia!                                         | 1943 | supervisor tècnic                                                         |
| Amores de ayer                                              | 1944 | director, productor i guionista                                           |
| Escándalo de estrellas                                      | 1944 | director, productor i guionista (argument)                                |
| Cuando lloran los valientes                                 | 1945 | director, productor i guionista                                           |
| ¡Qué verde era mi padre!                                    | 1945 | director, productor i guionista (adaptació)                               |
| Ya tengo a mi hijo                                          | 1946 | director, productor i guionista (argument)                                |
| Los tres García                                             | 1946 | director, productor i guionista                                           |
| Vuelven los García                                          | 1946 | director, productor i guionista (adaptació)                               |
| Chachita la de Triana                                       | 1947 | director, productor i guionista (adaptació)                               |
| Nosotros los pobres                                         | 1947 | director, productor i guionista (argument)                                |
| Los tres huastecos                                          | 1948 | director, productor i guionista                                           |
| Ustedes los ricos                                           | 1948 | director, productor i guionista                                           |
| La oveja negra                                              | 1949 | director, productor i guionista                                           |
| No desearás la mujer de tu hijo                             | 1949 | director, productor i guionista                                           |
| Sobre las olas                                              | 1950 | director, productor i guionista                                           |
| Las mujeres de mi general                                   | 1950 | director, productor i guionista (adaptació)                               |
| A.T.M. A toda máquina!                                      | 1951 | director, productor i guionista                                           |
| ¿Qué te ha dado esa mujer?                                  | 1951 | director, productor i guionista                                           |
| ¡¡¡Mátenme porque me muero!!!                               | 1951 | director, productor, actor i guionista (adaptació)                        |
| Del rancho a la televisión                                  | 1952 | director, productor i guionista                                           |
| Dos tipos de cuidado                                        | 1953 | director i guionista                                                      |
| Pepe el Toro                                                | 1952 | director, productor i guionista                                           |
| Romance de fieras                                           | 1953 | director, productor i guionista (adaptació)                               |
| Borrasca en las almas                                       | 1953 | director, productor i guionista (adaptació)                               |
| Maldita ciudad                                              | 1954 | director, productor i guionista                                           |
| Los paquetes de Paquita                                     | 1954 | director, productor i guionista                                           |
| Cupido pierde a Paquita                                     | 1954 | director, actor, productor i guionista                                    |
| El monstruo de la montaña hueca (Beast of Hollow Mountain)  | 1954 | productor, codirector i guionista (adaptació) (coproducció estatunidenca) |
| Daniel Boone Trail Blazer (Aventuras de Daniel Boone)       | 1955 | codirector (producció estatunidenca)                                      |
| Tizoc: Amor indio                                           | 1956 | director i guionista. Protagonitzada per Pedro Infante.                   |
| Tierra de hombres                                           | 1956 | director, productor i guionista (adaptació)                               |
| El gran premio                                              | 1957 | productor i probable codirector                                           |
| El boxeador                                                 | 1957 | actor                                                                     |
| Así era Pancho Villa (Cuentos de Pancho Villa)              | 1957 | director, productor i guionista                                           |
| Pancho Villa y la Valentina                                 | 1958 | director, productor i guionista                                           |
| Cuando ¡Viva Villa! es la muerte                            | 1958 | director, productor i guionista                                           |
| La Cucaracha                                                | 1958 | director, productor i guionista                                           |
| The Mighty Jungle                                           | 1959 | codirector i guionista (adaptació) (coproducció estatunidenca)            |
| Cada quien su vida                                          | 1959 | productor i probable codirector                                           |
| Los hermanos Del Hierro                                     | 1961 | director i guionista (adaptació)                                          |
| Ánimas Trujano                                              | 1961 | director, productor i guionista (adaptació)                               |
| El hombre de papel                                          | 1963 | director, productor i guionista (adaptació)                               |
| Así era Pedro Infante                                       | 1963 | director i productor (documental)                                         |
| El niño y el muro                                           | 1964 | director i guionista (adaptació) (coproducció amb Espanya)                |
| Autopsia de un fantasma                                     | 1966 | director, productor i guionista                                           |
| La puerta y la mujer del carnicero                          | 1968 | codirector, productor i guionista (episodi "La mujer del carnicero")      |
| Cuernos debajo de la cama                                   | 1968 | director, productor i guionista                                           |
| Faltas a la moral                                           | 1969 | director, productor i guionista (adaptació)                               |
| Trampa para una niña                                        | 1969 | director, productor i guionista (coproducció amb Guatemala)               |
| El ogro                                                     | 1969 | director, productor i guionista (argument) (coproducció amb Guatemala)    |
| Mi niño Tizoc                                               | 1971 | director, productor i guionista                                           |
| Nosotros los feos                                           | 1972 | director i guionista (adaptació)                                          |
| Llanto, risas y nocaut                                      | 1973 | guionista (adaptació)                                                     |
| Somos del otro Laredo (Chicanos Go Home)                    | 1975 | director, productor i guionista                                           |
| Ratero                                                      | 1979 | director i productor                                                      |
| Blanca Nieves y... sus 7 amantes                            | 1980 | director, productor i guionista                                           |
| Burdel (Ratero II)                                          | 1981 | director, productor i guionista                                           |
| Corrupción (La corrupción somos todos)                      | 1983 | director, productor i guionista                                           |
| Masacre en el río Tula                                      | 1986 | director, productor i guionista                                           |
| Olor a muerte (Pandilleros)                                 | 1986 | director, productor i guionista (argument)                                |
| Yerba sangrienta                                            | 1986 | director, productor i guionista                                           |
| Pasaporte a la muerte                                       | 1988 | director, productor i guionista                                           |
| Solicito marido para engañar                                | 1987 | director, productor i guionista (adaptació)                               |
| Dos tipos de cuidado                                        | 1952 | director i guionista                                                      |
| Ellos trajeron la violencia                                 | 1989 | director i productor                                                      |
| Reclusorio (Reclusorio I)                                   | 1995 | director i guionista (argument)                                           |
| Fuera de la ley (Reclusorio II)                             | 1996 | director i guionista                                                      |
| Reclusorio IV                                               | 1996 | director i guionista, actor, cantant                                      |